# God Save Justin Trudeau
Pour plus de détails, voir Fiche technique et Distribution.
God Save Justin Trudeau est un documentaire réalisé par Guylaine Maroist et Éric Ruel sur le phénomène entourant un combat de boxe pour la charité entre Justin Trudeau et Patrick Brazeau. 
L'événement au centre du long métrage s'est déroulé dans le cadre de l'événement Fight for the cure le 31 mars 2012 en vue d'amasser des fonds pour la recherche sur le cancer.

## Synopsis
Le film God Save Justin Trudeau suit le député de Papineau Justin Trudeau et le sénateur Patrick Brazeau dans leur entraînement pour un combat de boxe qui changera à jamais le destin des deux hommes. Métaphore du combat politique que se livrent les Libéraux et les Conservateurs depuis la fondation du pays, le documentaire est à la fois un portrait intimiste d'un jeune politicien et un parangon de la politique-spectacle. Y a-t-il des liens entre la boxe et la politique? Quel niveau d'engagement faut-il fournir pour triompher dans l'arène ? Et si la boxe était le meilleur moyen, à l'aube du XXIe siècle, de conquérir à la fois la faune médiatique, politique et populaire?

## Fiche technique[2]
- Production : Les Productions de la ruelle inc.
- Réalisateurs : Guylaine Maroist et Éric Ruel
- Scénario : Guylaine Maroist
- Narration : Guylaine Maroist
- Textes de narration : Guylaine Maroist et Sylvain Cormier
- Consultants : Sylvain Cormier, Daniel Dupré, Martin Geoffroy, Ali Nestor Charles, Marcel Sabourin
- Direction de la photographie : Jean-François Perreault, Éric Ruel
- Caméra supplémentaire : Geneviève Ringuet
- Photographie : Bernard Brault, Marie-Michèle Tremblay
- Prise de son : Daniel Ferland, Guylaine Maroist, Éric Ruel, Marc Tawil, Pascal Van Strydonck
- Assistant caméra : Martin Lavallée
- Assistance à la production / postproduction : Étienne Bruyère, Brigitte DesRosiers, Mary Lou Maroist, Noémie Martineau
- Montage en ligne : Éric Ruel
- Infographie: Hektor.co
- Mixage sonore : Studio Interlock Audio – SIA, François Lacasse
- Transcription des dialogues : Carmen Desmeules
- Traduction : Valérie Palacio-Quintin, Vanessa Nicolai
- Voix supplémentaires : Christine Boulet, Mario Simard
- Avec la participation de : Brigitte M pour la chanson «God Save The King» et Richard Desrochers pour «God Save The Queeen»
- Services juridiques : Carole Gingras
- Consultante en financement : Nathalie Petit
- Comptabilité de production et de postproduction : Maryse Bellemare

## Récompenses
- 2014 - Sélection de God Save Justin Trudeau aux Rencontres internationales du documentaire de Montréal.
- 2015 - Nominations dans les catégories « Meilleur documentaire: société », « Meilleur montage: affaires publiques, documentaire- émission », « Meilleure direction photographique: affaires publiques - documentaire toutes catégories » et « Meilleure réalisation: documentaire unique »[3].
- 2015 - Gagnant du VIFFF d'or au Vevey International Funny Film Festival[4].
- 2015 - En compétition officielle pour le Sesterce d'Argent au Festival international Visions du réel.
- 2015 - En sélection officielle aux Percéides, festival international de cinéma et d'art de Percé[5].